# Charron Girardot Voigt 1906
La Charron Girardot Voigt 1906, costruita dall'omonima compagnia francese Charron, Giradot & Voigt (CGV), specializzata nella costruzione di auto da corsa, è stata uno dei primissimi modelli di autoblindo. Era dotata di una corazzatura abbastanza estesa e di una sorta di postazione per mitragliatrice protetta contro il tiro della fucileria nemica. Era dotata anche di due tubi scanalati, portati appesi ai fianchi, che avrebbero dovuto essere posizionati sulle trincee e permettere il passaggio dell'autoblinda. Essa venne usata ampiamente in prove dimostrative nel 1904, anche se un primo differente modello solo parzialmente corazzato era già stato presentato al Salone dell'auto di Parigi del 1902. 

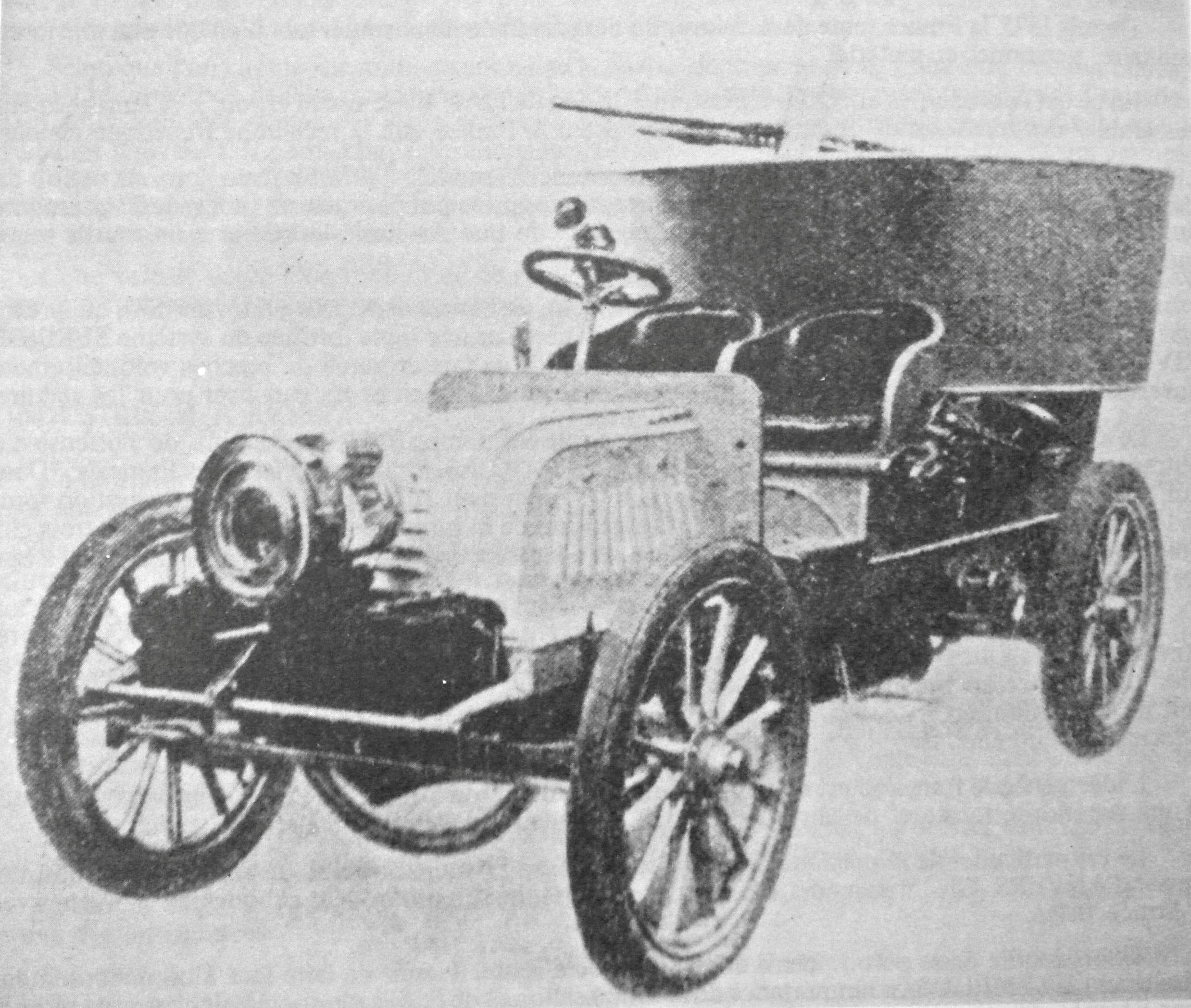
La Charron Girardot Voigt modello 1902.

Anche questo veicolo risultò in anticipo sui tempi per garantire il successo di un mezzo così complesso e costoso (45.000 franchi dell'epoca). Solo 12 CGV furono costruite tra il 1905 e il 1908. La Russia fu il maggiore acquirente di questo mezzo: infatti, già nel 1905, uno di questi veicoli fu usato per porre fine a una rivolta a San Pietroburgo.